# Brigade de cavalerie Pomérélie

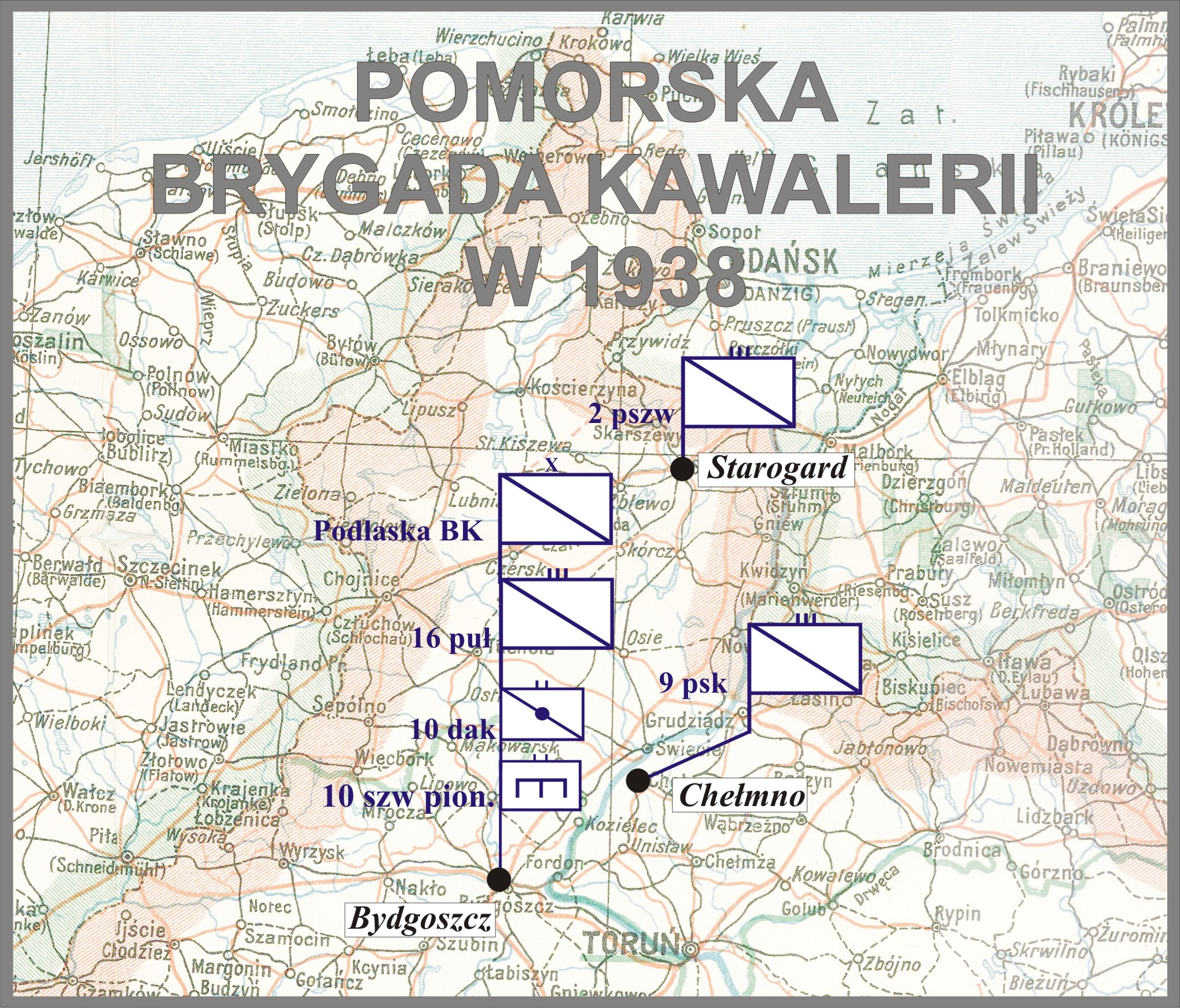
Position des troupes lors de la Campagne de Pologne (1939)

La brigade de cavalerie Pomérélie  est une unité polonaise de combat monté  durant la Seconde Guerre mondiale.

## Historique
Elle est créée le 1er avril 1937 à partir de la brigade de cavalerie Bydgoszcz.

### Campagne de Pologne
Elle fait partir de l'armée de Pomérélie. 
Le 1er septembre 1939, une partie du 18e régiment de Uhlan de Poméranie exécute la charge de Krojanty, devenue légendaire. Le deuxième, la brigade reçoit l'ordre d'attaquer la ville de Koronowo défendue par le 3e division blindée allemande permettant le repli de la 9e division polonaise. A Bukowiec, le 16e régiment de Uhlan est détruit puis rapidement c'est le tour du 18e régiment de Uhlan de Poméranie. 
Les forces restants arrivent à se replier de la forêt de Tuchola. Puis avec la brigade de cavalerie Podolska, elle participe à la bataille de la Bzura. Elle arrive à percer à la forêt de Kampinos puis rejoint Varsovie assiégée. Les restes de la brigade capitulent en même temps que la garnison de la ville.

## Composition
- 2e régiment de Chevau-légers Rokitno à Starogard,
- 16e régiment de Uhlan de la Grande Pologne à Bydgoszcz
- 18e régiment de Uhlan de Poméranie à Grudziądz,
- 8e régiment de fusiliers montés à Chełmno,
- 11e régiment d'artillerie montée à Bydgoszcz,
- 10e escadron de pionniers à  Bydgoszcz,
- 8e escadron de communication à Bydgoszcz.

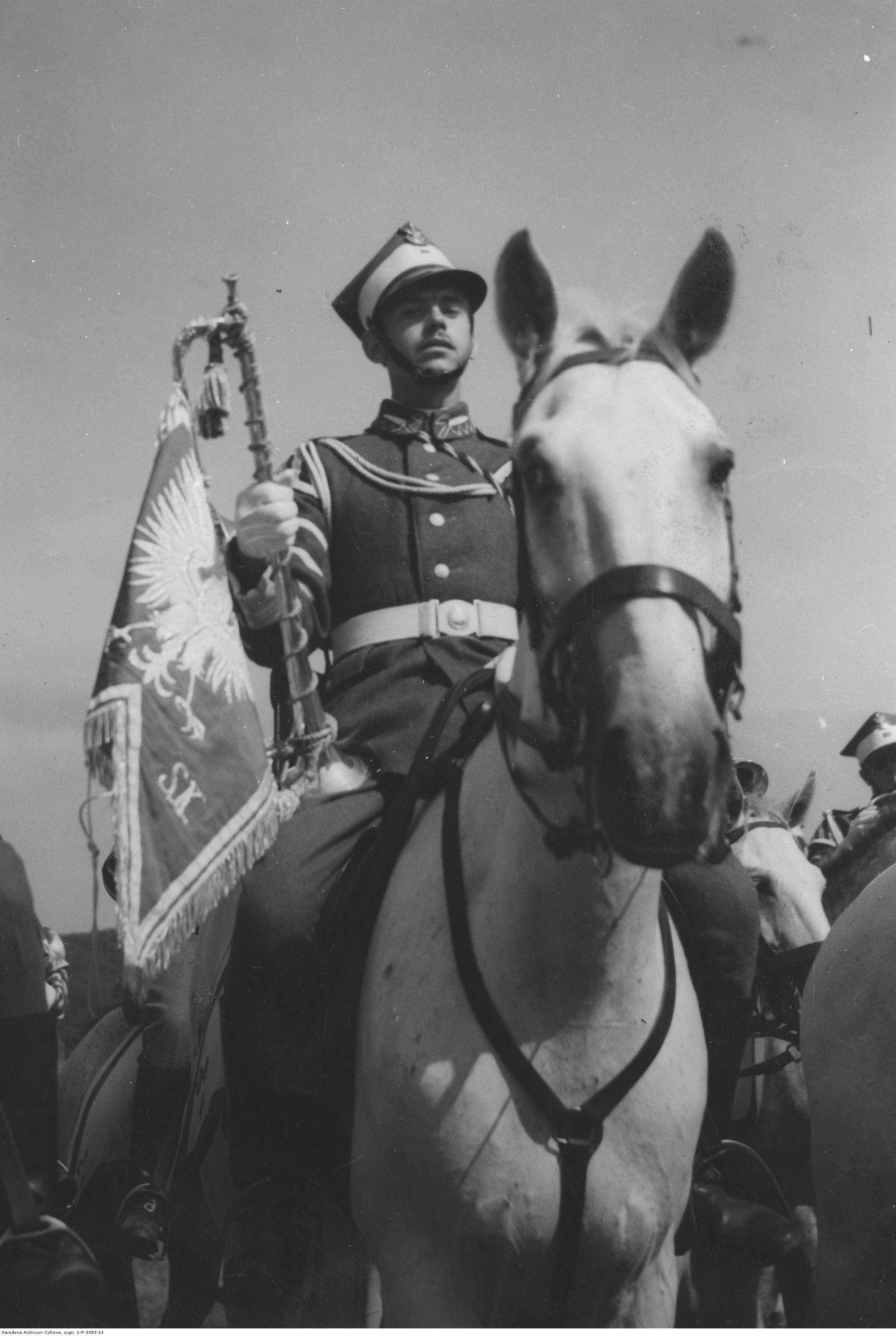
Trompette de la brigade lors d"une revue en 1938